# Plage de Papakōlea

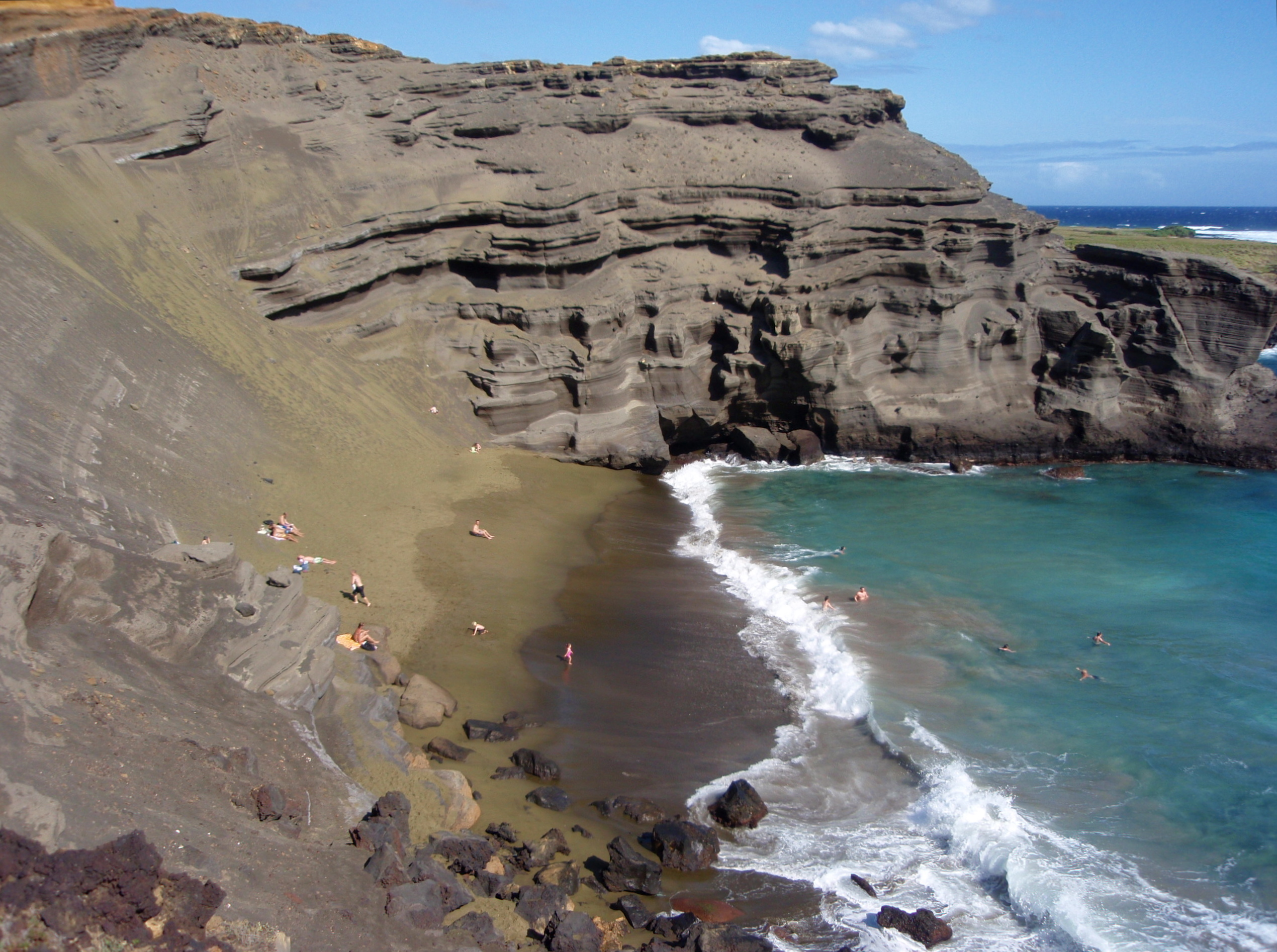
Vue plongeante de la plage de Papakōlea

La Plage de Papakōlea est une plage de sable vert située au sud du district de Kaʻū  dans la grande île d'Hawaï.
C'est l'une des quatre seules plages de sable vert dans le monde. Le site est d'origine volcanique et s'est formé il y a 49 000 ans.

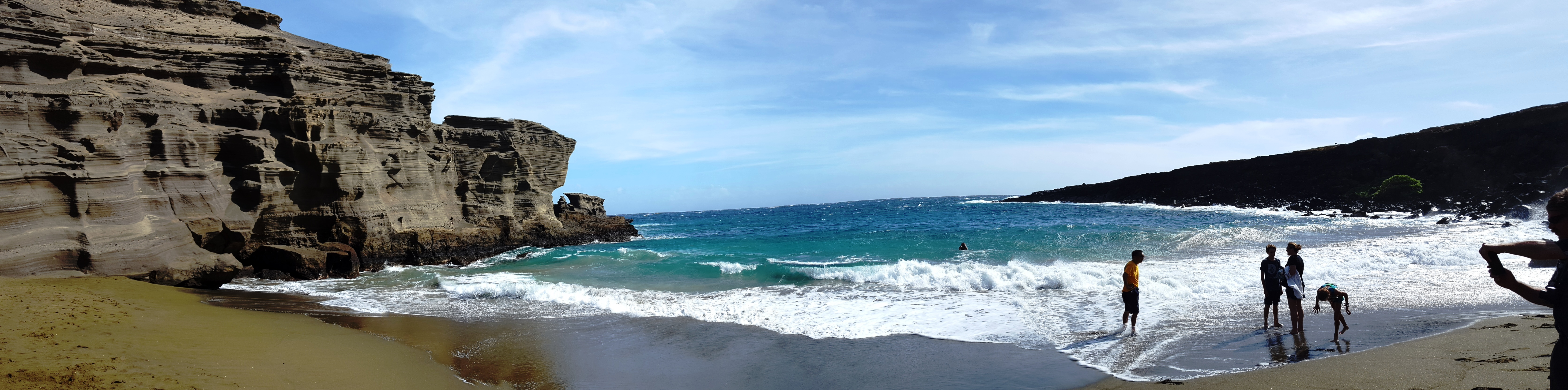
Panorama de la place de Papakōlea